# Tunne Kelam
Tunne-Väldo Kelam (født 10. juli 1936) er siden 2004 estisk medlem af Europa-Parlamentet, valgt for Erakond Isamaa ja Res Publica Liit (indgår i parlamentsgruppen Europæisk Folkeparti).
- Wikimedia Commons har flere filer relateret til Tunne Kelam